# Geschichte der Eisenbahn in Moldau

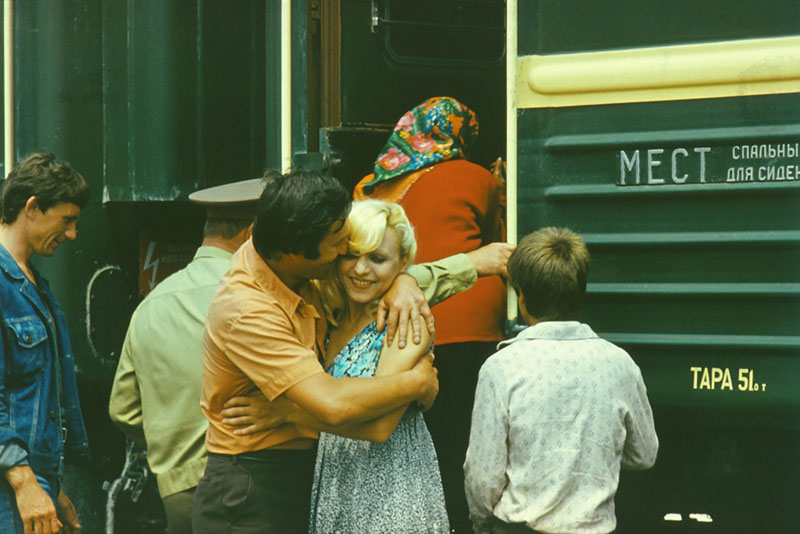
Abschied am Bahnhof Chișinău (1985)

Die Geschichte der Eisenbahn in der Republik Moldau geht bis in das Jahr 1867 zurück.

## Vorgeschichte
Die seit 1867 bestehende Bahnstrecke Rosdilna–Tiraspol ist die erste Eisenbahnstrecke auf dem Gebiet der heutigen Republik Moldau.
Am 28. August 1871 wurde der Zugverkehr auf der Bahnstrecke Tiraspol – Chișinău eröffnet. Dieses Datum gilt als offizieller Tag der Gründung der Eisenbahn von Moldau. 1877 wurde die Bahnstrecke Bender–Galați mit einer Länge von 305 km für den Militärverkehr eröffnet. Diese Linie bot den Anschluss zur Donau. Diese und folgende Eisenbahnlinien bildeten die Grundlage für das Schienenverkehrssystem des Landes.
Die abwechslungsreiche Vorgeschichte der Republik Moldau bzw. Bessarabiens spiegelt sich auch in Geschichte der Eisenbahn wider. So wurde mehrfach die Spurweite (Bahn) gewechselt.
Unter anderem waren hier im Laufe der Geschichte folgende Bahngesellschaften tätig:
- Odessaer Eisenbahn
- Russische Südwestbahnen
- Căile Ferate Române
- Sowetskije schelesnyje dorogi

## Geschichte seit Gründung der Republik Moldau
Nach Gründung der Republik Moldau 1991 wurde im März 1992 die Calea Ferată din Moldova gegründet.